# Gibon lar
Gibon lar, též gibon běloruký (Hylobates lar) je pravděpodobně nejznámějším druhem rodu gibon, náležejícího do čeledi gibonovití.

## Poddruhy
Existuje pět poddruhů gibona lar. Čínský poddruh Hylobates lar ssp. yunnanensis je kriticky ohrožený.
- Hylobates lar ssp. lar – Malajský poloostrov
- Hylobates lar ssp. entelloides – Myanmar, Thajsko
- Hylobates lar ssp. carpenteri – Myanmar, Thajsko, Laos
- Hylobates lar ssp. yunnanensis – Čína, provincie Jün-nan
- Hylobates lar ssp. vestitus – Sumatra

## Popis
- hmotnost: 4–7 kg (průměr 5,5 kg)
- délka těla: 45–60 cm

Gibon lar je, stejně jako jiní giboni, vysoce specializovaný na život v korunách stromů. Má krátký nos, nízkou lebku a dopředu mířící oči, které umožňují vynikající prostorové vidění. Paže jsou asi o 40 % delší než pánevní končetiny, prsty ruky jsou dlouhé a hákovité, palec je naproti tomu malý a vzdálený od ostatních prstů. Palec u nohy se může postavit do opozice vůči ostatním prstům. Giboni mají sedací hrboly, které jim umožňují spát ve větvích, ocas chybí.
Srst je pozoruhodně hustá a chrání gibona před deštěm, dlaně a plosky nohou jsou lysé. Existuje několik barevných variant, mohou být okrově zbarvení, béžoví, hnědočervení, tmavě hnědí i černí. Ruce, nohy a obruba obličeje jsou vždy bílé.

## Rozšíření a stanoviště
Gibon lar je vázaný výhradně na horní a střední stromové patro opadavého monzunového a stále zeleného tropického deštného pralesa. Jeho areál sahá od provincie Jün-nan na jihu Číny do Jihovýchodní Asii (Thajsko, Myanmar, Laos), vyskytuje se i na Sumatře do 2000 m n. m.

## Biologie
Giboni jsou aktivní během dne. V korunách stromů se pohybují tzv. brachiací, přeskakují zavěšeni za dlouhé paže. Jedním skokem dokážou překonat vzdálenost až 10 m. V případě potřeby také přebíhá vzpřímeně po větvích a rovnováhu přitom udržuje rozpaženými pažemi. Žijí v malých rodinných skupinách, zvláštností všech gibonů je to, že jsou to jediní monogamní vyšší primáti (snad s výjimkou člověka).
Svá teritoria si označují hlasitými zpěvy, které začíná samice hlasitým, dlouhým houkáním, na které následně odpovídá samec. Každé dueto se mnohokrát opakuje a trvá 15 až 20 sekund. Písně jsou zřejmě vrozené a kromě vyznačování teritoria slouží i k posílení svazku mezi partnery.
Giboni lar se živí převážně ovocem, pojídají především sladké a zcela zralé plody, jako jsou fíky. Krmí se také mladými listy a pupeny, květy a hmyzem. Hledáním potravy tráví většinu dne. Z korun stromů slézají jen zcela výjimečně, pijí dešťovou vodu zachycenou v dutinách stromů a to zvláštním způsobem – do jezírka namáčejí hřbet ruky a kapky pak olizují ze srsti.
Rozmnožují se celoročně, samice přichází do říje každých 30 dní. Březost trvá asi 210 dní, pak se rodí jediné, lysé mládě. Je odstaveno až ve dvou letech a zůstává s rodinou až do dosažení pohlavní dospělosti, to znamená asi do 9 let věku. Dospívající gibon je vyhnán rodičem stejného pohlaví, tzn. otec vyhání samečky a matka samičky. Gibon lar se může dožít 30 až 40 let.

## Ohrožení
V přírodě nemá gibon lar příliš nepřátel, protože je velmi rychlý, aktivní a pohybuje se výhradně ve větvích, mimo dosah šelem, jako jsou levharti nebo tygři. Je však ohrožen masivním odlesňováním a ztrátou přirozeného prostředí, stejně tak jako lovem kvůli masu a nelegálním odchytem mláďat pro obchod se zvířaty.

## Gibon lar v českých zoo
Gibon lar je častým chovancem zoologických zahrad. V Česku chovají druh tyto zoologické zahrady (stav k roku 2020):
- Zoo Dvorec
- Zoo Olomouc
- Zoo Hodonín